# Castello di Castel d'Ario

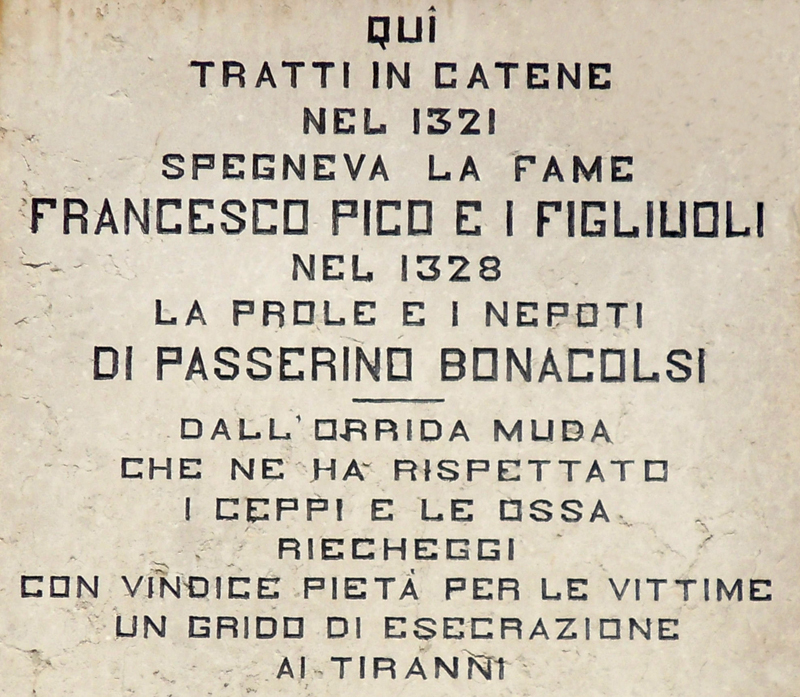
Castel d'Ario, lapide commemorativa posta sul castello.

Il castello di Castel d'Ario (Castellaro fino al 1867), è un'antica roccaforte risalente al X secolo situata nel centro storico di Castel d'Ario, in provincia di Mantova, che conserva inalterato l'originario impianto urbanistico, oltre ad alcuni edifici e opere difensive, tra cui le cinque torri.
Fu da sempre importante baluardo per le terre di confine per gli Scaligeri, i Bonacolsi e i Gonzaga.
All'interno dell'impianto pentagonale del castello sorge la  Torre della Fame, così chiamata perché, a metà Ottocento furono trovati in essa alcuni scheletri, fatti risalire a membri della famiglia di Francesco Pico della Mirandola e dei nipoti e del figlio di Rinaldo Bonacolsi, Francesco, ivi rinchiusi e lasciati morire di fame. Una lapide sulla porta del castello ricorda questa vicenda.
All'interno della torre venne anche rinchiuso nel 1484 Evangelista Gonzaga accusato e poi scagionato di aver tramato una congiura contro il marchese Francesco II Gonzaga.
Documentazione certa comprova che il noto architetto Luca Fancelli si occupò di lavori di restauro eseguiti tra il novembre 1478 ed il giugno 1484.
Il palazzo pretorio, unico edificio recentemente restaurato, è utilizzato come luogo di rappresentanza e sede della biblioteca comunale. Al suo interno sono stati portati alla luce importanti affreschi trecenteschi riferiti alla signoria scaligera.